# Dorfkirche Staaken

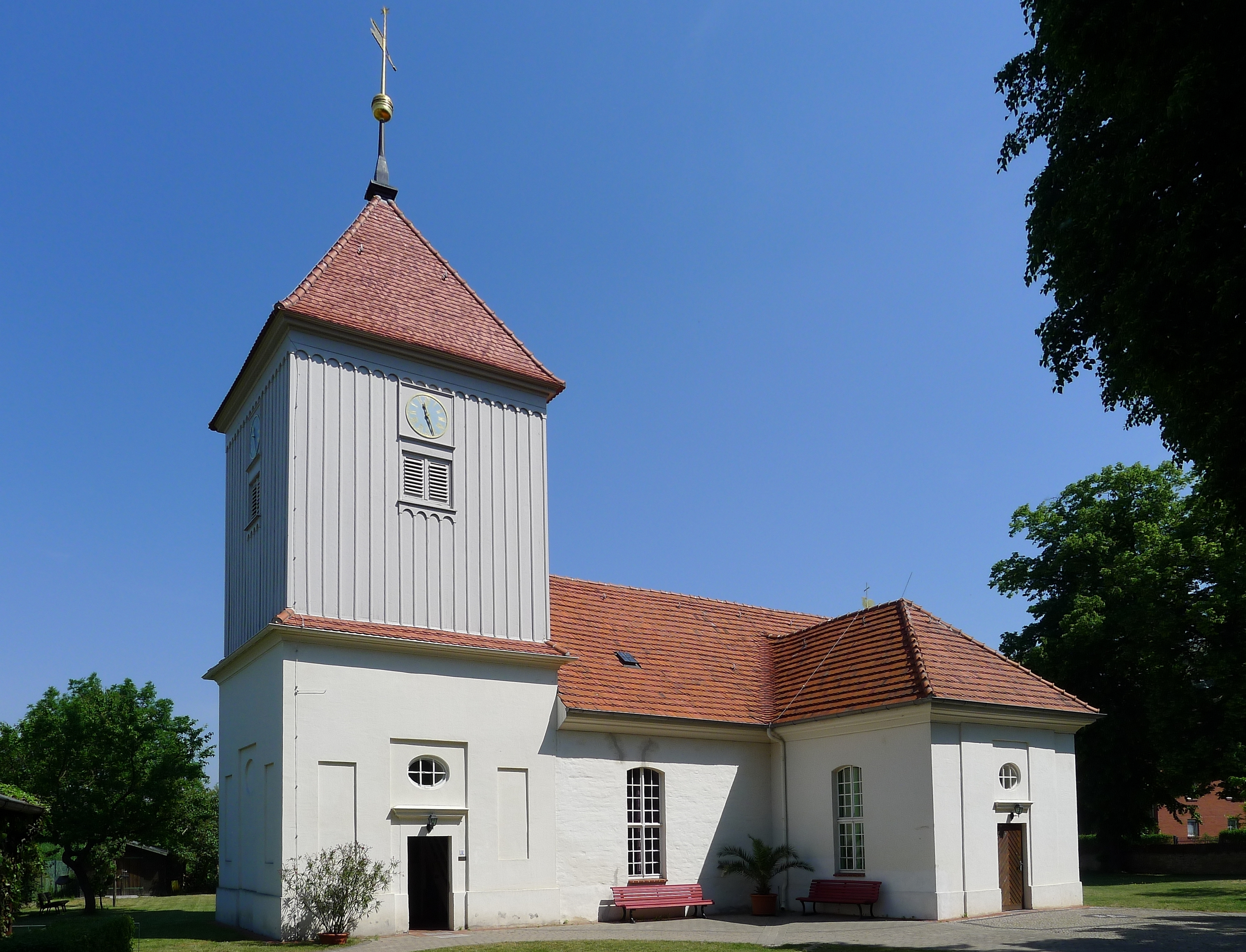
Dorfkirche Alt-Staaken

Die Dorfkirche Alt-Staaken,  Hauptstraße 12 im Berliner Ortsteil Staaken des Bezirks Spandau zählt zu den über 50 unter Denkmalschutz stehenden Dorfkirchen in Berlin. Von 1962 bis 1999 gehörte sie zum Kirchenkreis Falkensee, seitdem zum Kirchenkreis Spandau im Sprengel Berlin der Evangelischen Kirche Berlin-Brandenburg-schlesische Oberlausitz.

## Geschichte
Staaken wurde erstmals am 26. März 1273 urkundlich erwähnt, als Heinrich und Arnold von Döberitz von ihrem Rittergut acht Hufen in Staaken dem 1239 gegründeten Kloster der Benediktinerinnen in Spandau übereigneten. Seit 1295 unterstand das Dorf Staaken der Stadt Spandau. Einige Rechte – so das Kirchenpatronat – blieben beim Kloster der Benediktinerinnen (acht Hufen) und von 1420 bis zur Reformation beim Heilig-Geist-Spital (zwölf Hufen).
Im Jahr 1308 wird Staaken als „Pfarrdorf“ bezeichnet, muss also zu diesem Zeitpunkt schon eine Kirche besessen haben, vermutlich aus Holz oder Fachwerk. Über ihr Aussehen ist nichts Näheres bekannt. Nach einem Dorfbrand im Jahr 1433 wurde sie als Feldsteinkirche zwischen 1436 und 1442 neu errichtet.
Als Folge der Reformation wurde 1560 die Dorfkirche der nun lutherisch gewordenen Gemeinde zur Filialkirche von St. Nikolai in Spandau. 1893 wurde sie wieder zur eigenständigen Pfarrkirche.
Pfarrer Johannes Theile (1892–1964), der von 1927 bis 1958 als Pfarrer in Staaken amtierte, geriet mehrfach in Konflikte mit dem Nationalsozialismus, weil er sich offen für Verfolgte des Nazi-Regimes einsetzte. Er war enger Vertrauter von Superintendent Martin Albertz, für den er „geschliffen und geschickt“ Eingaben formulierte. In der Gemeinde Staaken-Dorf hatte Theile großen Rückhalt; die Bekenntnisgemeinde beschloss am 15. März 1935, die Leitung der Bekennenden Kirche als rechtmäßige Kirchenleitung anzuerkennen. 1934 zeigte sich Johannes Theile aus Solidarität mit anderen, von der Amtskirche verwarnten Pfarrern selbst bei der Kirchenleitung an, 1937 wurde er einige Wochen inhaftiert, weil er eine verbotene Kollekte abhielt. Ab 1942 führte der Gemeindediakon Otto Drephal einen Kleinkrieg gegen Johannes Theile; Drephal konnte sich letztlich nicht durchsetzen, weil er durch unberechtigte Amtshandlungen und das Tragen von ihm nicht zustehender Amtstracht anfechtbar war.
Johannes Theile begleitete – wie sein katholischer Amtsbruder Pfarrer Georg Jurytko aus Gatow – von 1943 bis zum Kriegsende zahlreiche Soldaten auf dem Weg zur Hinrichtung und betreute die Hinterbliebenen. Er war zunächst auf dem Friedhof In den Kisseln beerdigt und wurde 2002 auf den Alt-Staakener Friedhof umgebettet.
Im Jahr 1951 wurde Staaken im Rahmen eines Gebietsaustausches geteilt. Der westliche Teil kam im Austausch gegen ein von den Briten zum Ausbau des Flugplatzes Gatow benötigtes Gebiet zum Kreis Nauen der DDR. Staaken war nun durch eine Grenze geteilt, die Dorfkirche lag in dem von der DDR verwalteten Gebiet. Für die Bewohner West-Berlins war sie unzugänglich, den Bewohnern von West-Staaken diente sie jedoch weiterhin als Gemeindekirche. Seit der Öffnung der innerdeutschen Grenze im November 1989 steht die Kirche wieder allen Besuchern offen.
Der östliche, zu Westberlin gehörende Teil Staakens wuchs durch Zuzüge ab 1960 stark an. Für die Evangelischen wurde ab 1961 am Brunsbütteler Damm 312 ein Gemeindezentrum errichtet, die dortige Zuversichtskirche wurde 1966 eingeweiht. In der Satellitenstadt Heerstraße Nord wurde 1971 eine weitere Kirche im Gemeinwesenzentrum eingeweiht. Die Kirchengemeinden der Dorfkirche Alt-Staaken, der Zuversichtskirche und die Evangelische Gemeinde Heerstraße Nord wurden am 1. Mai 1999 zur Evangelischen Kirchengemeinde zu Staaken zusammengeschlossen.

## Baubeschreibung

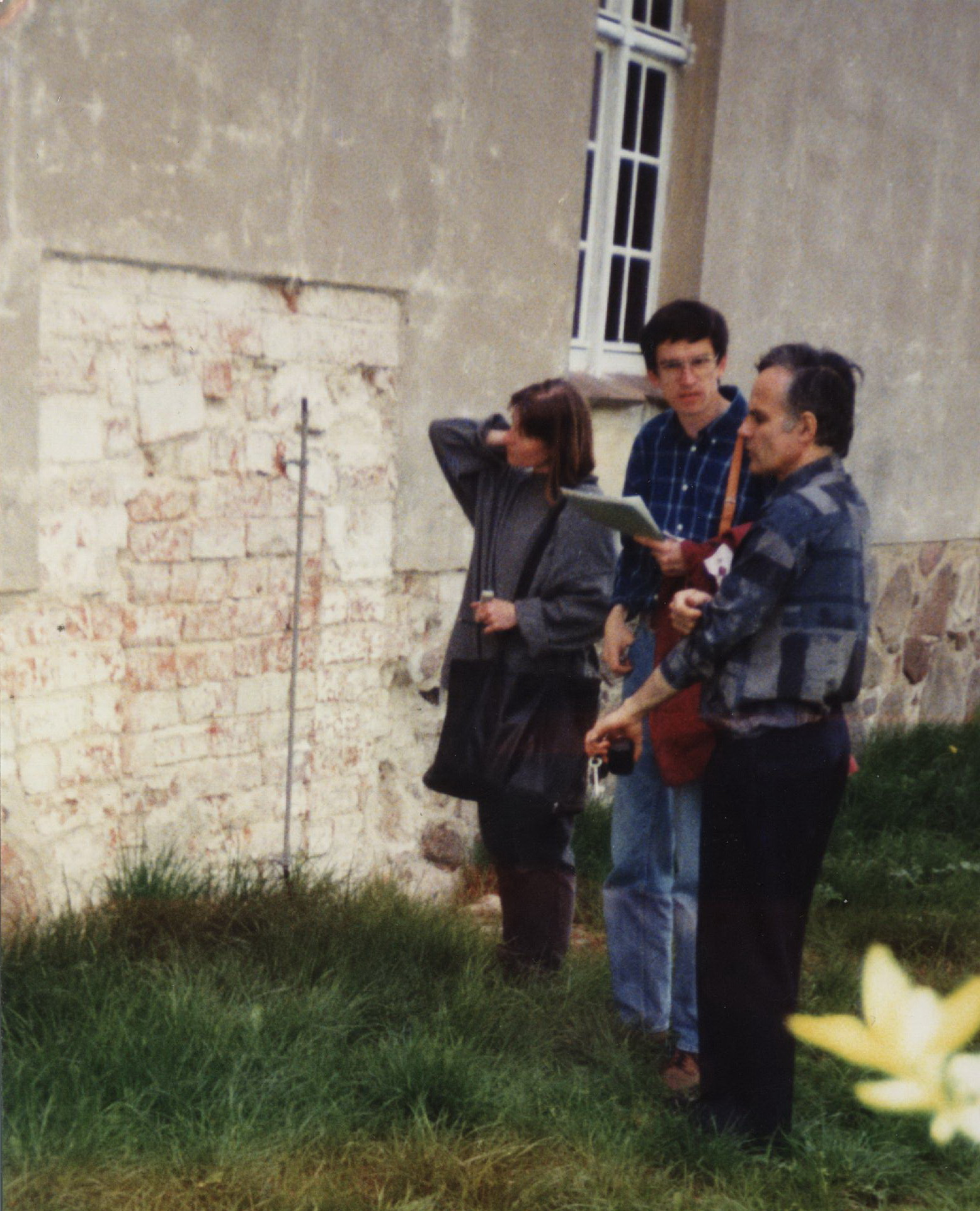
An der Nordwand der Dorfkirche Staaken ist an zwei vom Putz befreiten Stellen das ursprüngliche Mauerwerk zu erkennen: Ziegelmauerwerk an der Pforte zur ehemaligen Sakristei, Feldsteinmauerwerk im Sockelbereich.

Die etwas vom rechten Winkel abweichende spätgotische Saalkirche von 15,20 Meter Länge und 8,55 Meter Breite wurde 1436–1438 unter Verwendung der Grundmauern des Ursprungsbaus neu gebaut, mit einer gewölbten Sakristei auf der Nordseite, die im 17. Jahrhundert wieder abgerissen wurde. Der damalige Zugang wurde mit Backsteinziegeln zugesetzt. Auch die Umrahmung der Tür war aus diesem Material gearbeitet, wie vermutlich die ganze Sakristei. Die Außenwände der Dorfkirche bestehen im Sockelbereich aus ungequaderten Feldsteinen unterschiedlicher Größe und darüber aus Backsteinziegeln. Dieses Baumaterial ist heute unter Putz verborgen, aber an einigen Stellen der Nordwand freigelegt. Der einfache, flach gedeckte Saal ohne jegliche Differenzierung, d. h. ohne Chor und Apsis, ist der älteste Typ des christlichen Sakralbaus und bei Dorfkirchen am weitesten verbreitet. Er ist ostwestlich ausgerichtet.
Die Dorfkirche erhielt 1558 auf Veranlassung der Staakener Kirchenvorsteher einen Glockenturm, der vom Baumeister Boeldicke vom Stresow errichtet wurde. Der quadratische Turm im Westen steht nicht axial, sondern fluchtet mit seiner Südwand mit der des Kirchenschiffs. Im Jahre 1712 wurde die Dorfkirche in barockem Stil umgebaut. Der baufällig gewordene Turm wurde abgerissen und ein neuer als Mauerwerksbau auf dem alten Fundament errichtet. Bedeckt ist der verbretterte Turm mit einem Pyramidendach. Aus dem gleichen Jahr 1712 ist der als Leichenhaus gedachte Anbau der Südseite, der heute als Sakristei dient. 1729 erhielt der Turm eine Uhr; sie kostete 72 Taler. 1770 fand eine Renovierung der Kirche statt. Bei der 1837 erfolgten klassizistischen Umgestaltung wurden die Mauern des Schiffs zur Aufnahme von Emporen erhöht und verputzt. Das Kirchenschiff erhielt große Segmentbogenfenster.

## Ausstattung

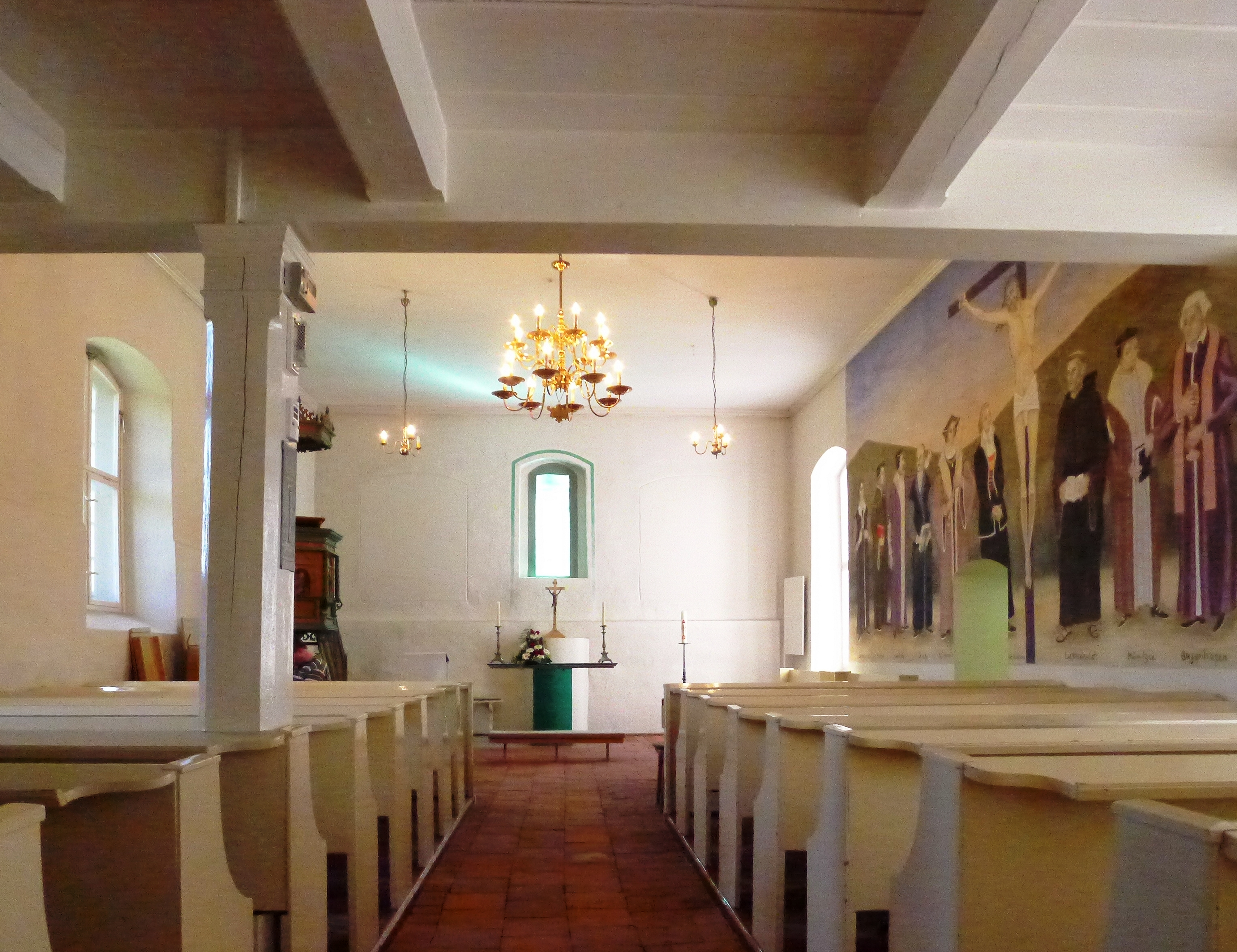
Das Innere mit der Wandmalerei Versöhnte Einheit

Alte Inventarstücke von 1837, wie Leuchter, Altarkreuz und Taufbecken aus Gusseisen, werden noch heute genutzt. Der geschnitzte Altar, Anfang des 16. Jahrhunderts entstanden, wurde 1896 an das Märkische Museum verkauft. Die Figuren der Maria auf der Mondsichel, der Maria Magdalena und zweier Jünger sind erhalten geblieben.
Der klassizistische Umbau hatte bis 1962 Bestand. Danach erlebte die Dorfkirche eine Umgestaltung unter den Aspekten einer „neuen Sachlichkeit“. 1970 wurden die zwei seitlichen Emporen wieder beseitigt, die Orgelempore blieb erhalten. Orgel und Kanzel wurden entfernt. 1992 bekam die Dorfkirche wieder eine kleine Orgel. Ihre Disposition kann hier eingesehen werden. Erst in den Jahren 2000–2002 erfolgte eine umfassende Renovierung und Neugestaltung.
Von den drei Fenstern an der Ostwand war das mittlere zugemauert gewesen. Nunmehr wurden die zwei seitlichen Fenster verschlossen und das den einen Endpunkt der Ost-West-Achse der Kirche bildende Fenster zwischen ihnen wurde wieder geöffnet, um die liturgische Mittelachse der Kirche wiederherzustellen.

### Wandgemälde
Der Berliner Maler Joachim Bayer (* 1950) schuf 2002 nach Entwürfen des italienischen Künstlers Gabriele Mucchi und einem Konzept von Pfarrer Norbert Rauer die Wandmalerei Versöhnte Einheit im Stil des Neuen Realismus. Unter dem Bild des gekreuzigten Christus sind zwölf historische Persönlichkeiten versammelt, die im 16. Jahrhundert bei der Erneuerung der Kirche und des Weltbildes eine wichtige Rolle gespielt haben und Reformation und Gegenreformation verkörpern:
- Nikolaus Kopernikus mit einem astrologischen Spiegel,
- der Reformator Ulrich Zwingli mit der Zürcher Bibel,
- Johannes Calvin, der auf den Gekreuzigten weist,
- der Gründer des Jesuitenordens Ignatius von Loyola mit seinem Exerzitienbuch,
- der englische Staatsmann und Philosoph Thomas Morus mit einem Zepter,
- Luthers Ehefrau Katharina von Bora (an der Stelle unter dem Kreuz, an der häufig Maria dargestellt ist),
- Martin Luther als Mönch mit dem Neuen Testament (an der Stelle des Johannes),
- Thomas Müntzer mit seinem deutsch-evangelischen Messbuch,
- der Theologe Johannes Bugenhagen als Beichtvater mit violetter Stola und Kelch,
- Philipp Melanchthon mit der Confessio Augustana,
- der Maler Lukas Cranach mit Stift und Skizzenblock,
- der Humanist Erasmus von Rotterdam mit seinem Novum Testamentum.[6][7]

### Kanzel

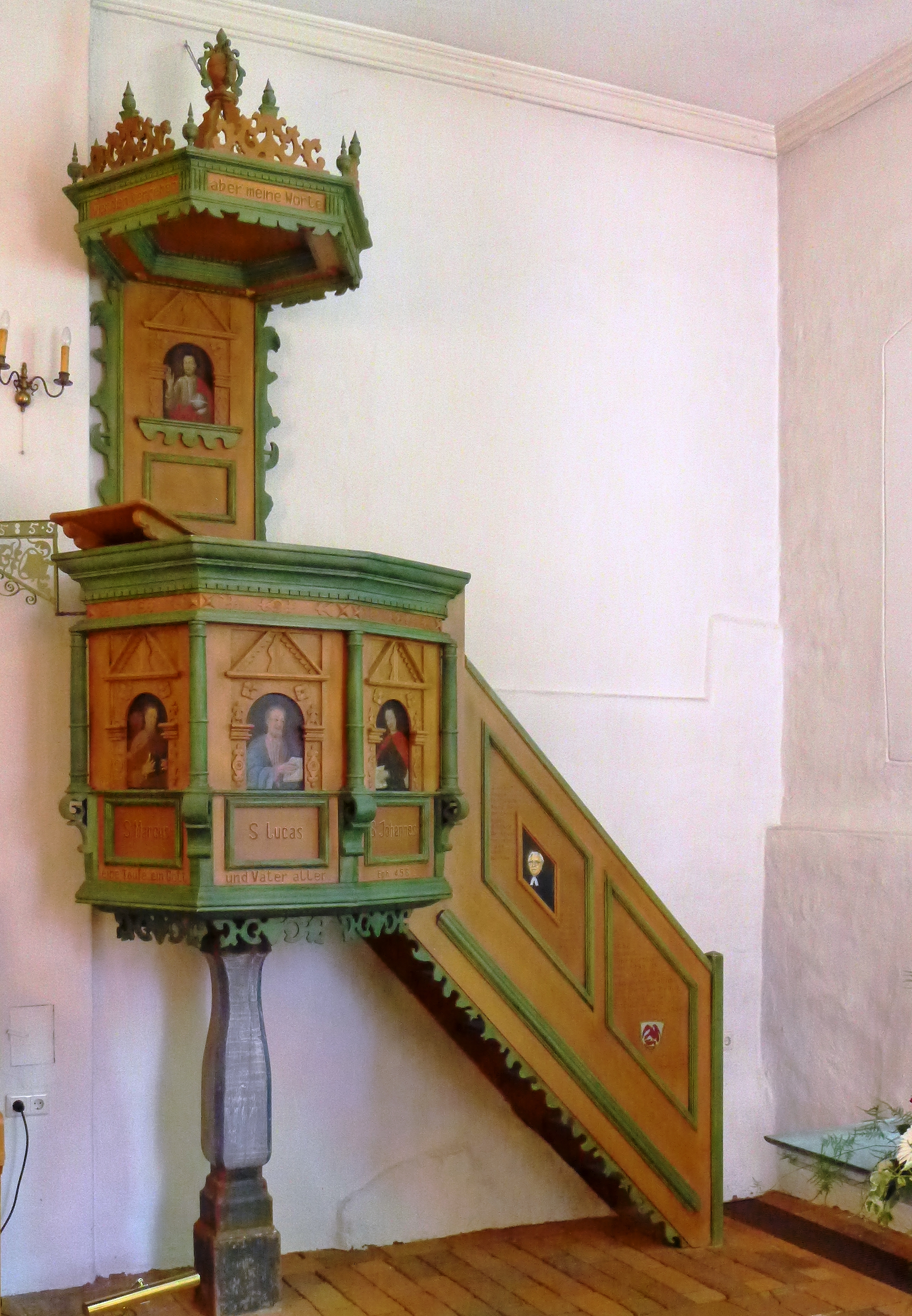
Die restaurierte Kanzel

Ein Tischler rekonstruierte 1995/96 die Kanzel von 1648 auf dem alten Kanzelfuß und fügte die alten Kanzelbilder wieder ein. Die Kanzeluhr aus dem 16. Jahrhundert wurde wiederhergestellt.

### Glasarbeiten
Vor dem wieder geöffneten Fenster – es ist aus geschichtetem, im Fusingverfahren hergestellten Glas – steht das Kruzifix. Der Altarfuß besteht ebenfalls aus solchem Glas. Das Schichtglas soll die Brüche in der Geschichte des Ortes, der Gemeinde und der Kirche symbolisieren.